# Las Hurdes
Las Hurdes (o Las Jurdis in estremadurano) è una comarca situata nella comunità autonoma dell'Estremadura (Spagna), nella provincia di Cáceres.

## Storia
È una terra montagnosa dal clima mediterraneo, l'attività principale è l'agricoltura. La popolazione ha vissuto per secoli in una situazione di povertà e di disagio economico da cui è uscita solo nella seconda metà del Novecento. Ne fanno parte i municipi di Caminomorisco, Ladrillar, Nuñomoral, Pinofranqueado e Casares de las Hurdes. Non lontano è situata la città di Plasencia (ricca di antichità romane).
Della comarca parla il documentario di Luis Buñuel Terra senza pane (Las Hurdes, 1932), girato quando ancora tali terre si trovavano in uno stato di abbandono, sottosviluppo e miseria..